# Arthur Friedheim
Arthur Friedheim (São Petersburgo, 1859 — Nova Iorque, 19 de outubro de 1932) foi um pianista russo.
Com 9 anos, apresentou-se pela primeira vez em público, tocando um concerto de John Field.
Em seguida, tornou-se aluno de Carl Siecke, e finalmente, de Anton Rubinstein.
Estudou filosofia na Universidade de São Petersburgo. Após quatro anos de proveitosos estudos com Rubinstein, viajou para Weimar, onde encontrou Liszt. Discípulo fiel de Liszt, Friedheim dedicava seis a sete horas diárias ao estudo do piano. Liszt por várias vezes elogiou o jovem Friedheim, que em 1891 já havia mostrado talento como compositor, como ficou provado em seu Concerto n.º1 para piano e orquestra.
A obra seria apresentada na inauguração do Carnegie Hall, em 1891, o que nunca ocorreu, pois o regente da Filarmônica de Nova Iorque, Walter Damrosch, preferiu o Corcerto n.º 1 de Tchaikovsky. Decepcionado, Friedheim embarcou em uma turnê americana, onde brilhou como grande virtuose. Intelectual e inclinado à filosofia de Schopenhauer, mostrava-se por vezes um pouco pessimista. Seu repertório incluía composições de Ludwig van Beethoven, Frédéric Chopin, Balakirev e principalmente Franz Liszt.
Arthur Friedheim foi o autor de um livro sobre Liszt: 'Life and Liszt'.